# Nelly Hornung
Nelly Hornung (* 16. April 1935 in Koschajetz bei Warschau, heute Polen) war die erste Schiedsrichterin des Fußballverbands der Deutschen Demokratischen Republik.
Hornung erhielt ihre Schiedsrichterlizenz als erste Frau der DDR als Mitglied der HSG Rostock 1964, leitete Kreisklassen- sowie Juniorenspiele und wurde ab 1968 Mitglied des F.C. Hansa Rostock. Bis 1978 war sie weiterhin als Spielansetzerin für den Verband tätig.